# Saulostomus monteithi
Saulostomus monteithi är en skalbaggsart som beskrevs av Phillip B. Carne 1985. Saulostomus monteithi ingår i släktet Saulostomus och familjen Rutelidae. Inga underarter finns listade i Catalogue of Life.